# Hesteyrarfjall
Hesteyrarfjall är ett berg i republiken Island. Det ligger i regionen Austurland, 300 km öster om huvudstaden Reykjavík. Toppen på Hesteyrarfjall är 647 meter över havet.
Trakten runt Hesteyrarfjall är nära nog obefolkad, med mindre än två invånare per kvadratkilometer. Det finns inga samhällen i närheten. Trakten runt Hesteyrarfjall består i huvudsak av gräsmarker.